# 음경굽음
음경굽음(chordee) 또는 삭은 선천적인 원인에 의해 음경이 위아래로 굽는 일이다. 성년 이후에 생기며 좌우로 굽는 일이 더 흔한 페이로니병과는 다르다.

## 병인
성분화 이상이나 남녀중간몸, 포경수술과 관련이 있다. 그러나 일부 의료 전문의들은 음경해면체가 정상적으로 형성되기 때문에 진정한 음경굽음으로 간주하지 않는다.

## 치료
유년기에 수술을 하며 보통은 소아과 비뇨기의에 의해 이루어진다.